# Jérôme Lalande
Joseph Jérôme Lefrançois de Lalande (11. července 1732, Bourg-en-Bresse – 4. dubna 1807, Paříž) byl francouzský astronom a spisovatel.

## Život
Narodil se v Bourg-en-Bresse. Rodiče ho poslali studovat práva do Paříže. Zde se ubytoval v hotelu Cluny. V tomto hotelu měl svoji observatoř francouzský astronom Joseph-Nicolas Delisle. Ten ho seznámil s astronomií a s dalšími astronomy. Důležitou známostí pro Lalanda byl francouzský astronom Pierre Charles Le Monnier. Lemonnier získal povolení poslat Lalanda do Berlína sledovat lunární paralaxu. Úspěch v tomto podniku mu v jeho jedenadvaceti letech přinesl přijetí do berlínské Akademie a zvolení astronomem adjunktem ve francouzské akademii věd. Jako astronom se věnoval studiu planet a Halleyovy komety.
V roce 1762 rezignoval Delisle na pozici astronoma v Collège de France v prospěch Lalanda. Ten zde pak působil po zbytek svého života. Jako učitel a jako spisovatel velmi přispěl k popularizaci astronomie v 18. a na počátku 19. století.
Je jedním ze 72 významných mužů, jejichž jméno je zapsáno na Eiffelově věži v Paříži.

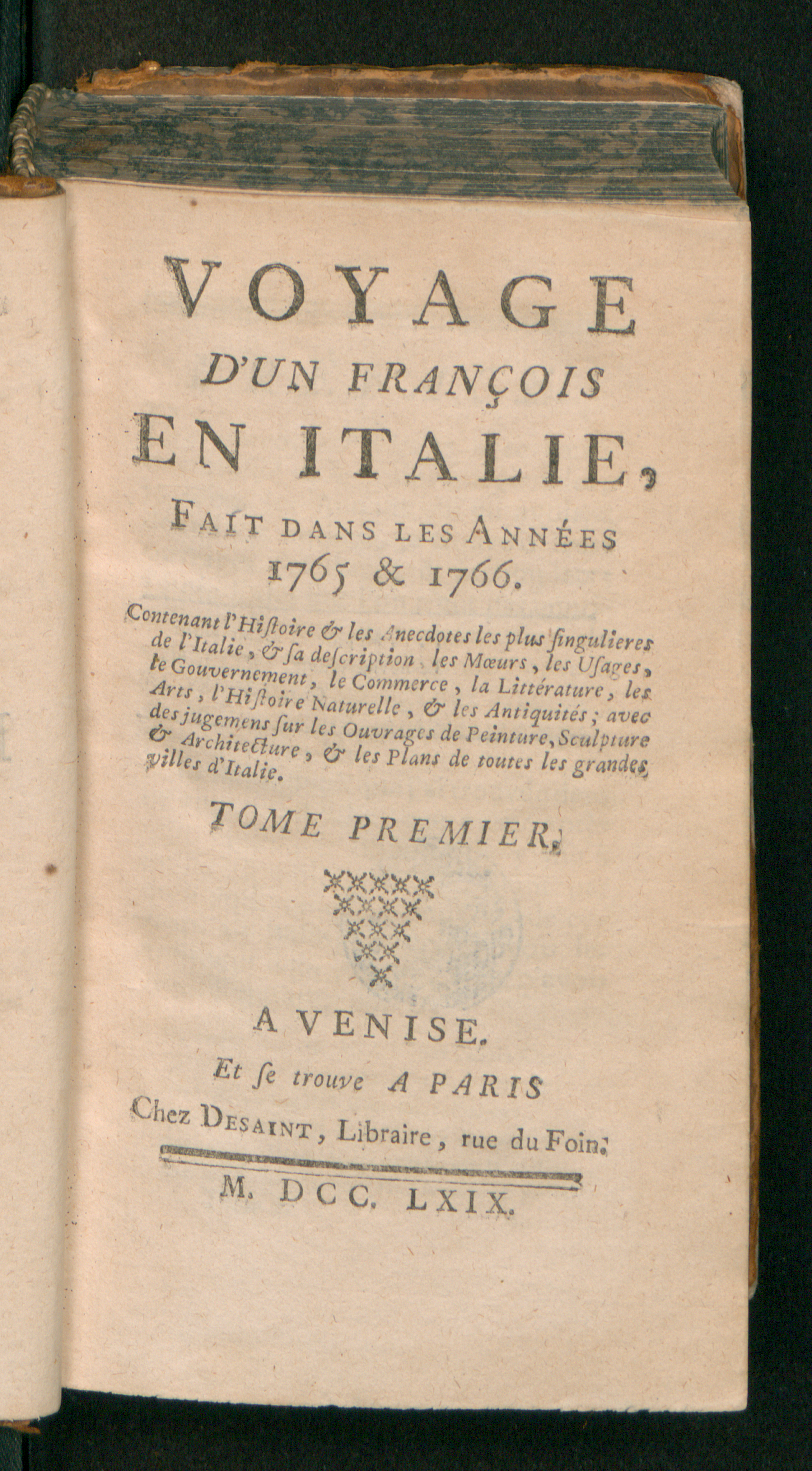
Voyage d'un françois en Italie, fait dans les années 1765 et 1766. Tome premier, 1769